# Documentation

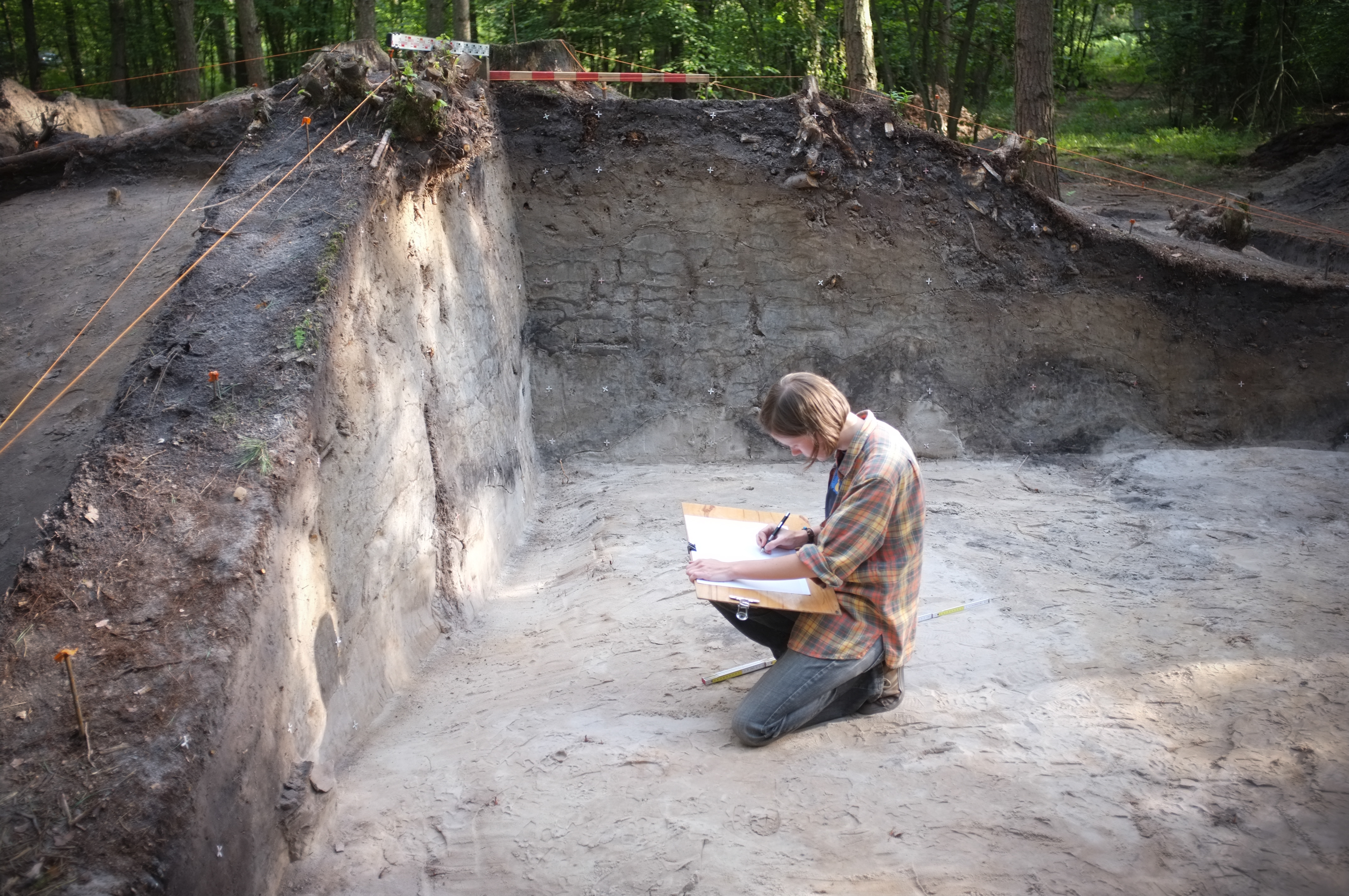
Un archéologue de l'Institut d'archéologie et d'ethnologie de l'Académie polonaise des sciences explore des sépultures par crémation datant du début du Moyen Âge à Chodlik, un petit village situé dans l'est de la Pologne

L'AFNOR définit la documentation comme l'ensemble des techniques permettant le traitement permanent et systématique de documents ou de données, incluant la collecte, le signalement, l'analyse, le stockage, la recherche, la diffusion de ceux-ci, pour l'information des usagers.
La documentation est donc l'action de sélectionner, de classifier, d'utiliser, et de diffuser des documents. Par extension, la documentation désigne l'ensemble des renseignements et des documents : par exemple, la Documentation française.
Une documentation informatique est un système informatique qui fournit à la demande des réponses supposées pertinentes, sélectionnées dans un ensemble de connaissances préalablement mémorisées.

## Historique
Bien que les prémices du développement de la fonction de documentation apparaissent au cours du XIXe siècle, Paul Otlet et Henri Lafontaine, avocats belges, sont classiquement présentés comme les précurseurs et parfois même les inventeurs de l’actuelle documentation. L’ouvrage essentiel d’Otlet, Traité de documentation (1934), est un élément central dans l’histoire de la documentation et ses techniques. 
Durant la première moitié du XXe siècle, l’industrialisation entraîne une production d’information intense : par conséquent, des techniques de collecte et de traitement de l’information sont élaborées en même temps que se mettent en place des services de documentation autour de pôles économiques. En France, les premières normes en matière de documentation apparaissent en 1943, et le terme même de « documentation » tend à s’imposer et le documentaliste se distingue toujours plus du bibliothécaire.

Mais c’est davantage après la Seconde guerre mondiale que l’on assiste à un phénomène d’explosion documentaire : l’accroissement du nombre de documents toutes catégories confondues devient exponentiel. Les progrès technologiques, notamment informatiques, permettent aux professionnels de la documentation d’augmenter et automatiser le travail de collecte, traitement et de gestion des données. 
Dans les années 1970, les « sciences de l’information » apparaissent dans le vocabulaire courant et le premier DESS en documentation et sciences de l’information est créé. 
La documentation demeure toujours présente dans les nouveaux environnements numériques et elle est même probablement plus légitime dans le numérique ce que montre Olivier Le Deuff dans son ouvrage La Documentation dans le numérique en rappelant que l'héritage de la pensée de Paul Otlet est à faire fructifier et que les conceptions d'Otlet allaient bien au-delà du livre papier.

## Fonctions
Au cours du XXe siècle, la documentation devient donc une « discipline scientifique avec ses techniques et ses méthodes propres. Elle fait appel à des sciences comme la linguistique, les mathématiques, l’informatique. Elle possède sa propre littérature comme en témoignent les nombreuses revues spécialisées françaises et étrangères. La documentation est devenue véritablement le traitement de l'information […] sous toutes ses formes ».
Ainsi, le terme « documentation » recouvre en réalité plusieurs idées : une collection de documents organisée en vue d’une diffusion d’information, l’action de se documenter, l’activité professionnelle ou la fonction exercée par les documentalistes, le service de documentation au sein d’une entreprise.
La fonction principale de la documentation est de rendre accessible l’information à l’utilisateur ayant un besoin de connaissances.
Une suite d’opérations est nécessaire afin de remplir au mieux cet objectif, et ces opérations constituent ce qui est couramment appelé la « chaîne documentaire » : la collecte, le traitement et la diffusion de l’information.
- La collecte des informations, quel que soit leur support, consiste au repérage (par le biais de sources bibliographiques que le documentaliste peut recouper entre elles), au tri et à l’acquisition des documents (par achat, abonnements...).

- Le traitement est le classement et l’exploitation des documents ; autrement dit, c’est l’extraction et la mise en forme accessible (sous forme de fiche par exemple) de l’information pertinente contenue dans le document. Ce traitement est réalisé à l'aide d'outils propres aux professionnels de l'information et de la documentation tels que les langages documentaires, contrôlés (par exemple les langages classificatoires type RAMEAU), qui s'opposent au langage naturel (bien que celui-ci puisse être utilisé par les utilisateurs pour leurs recherches). Parmi les nombreux outils disponibles, on peut encore citer l'indexation et le catalogage.

- La diffusion de l’information ainsi traitée peut se faire de différentes manières : de façon générale ou sélective selon la nature de l’information et de ses destinataires, de façon orale ou écrite, par réponse ponctuelle, par prêt, par résumé, synthèse, note de veille[6]… La diffusion de l'information peut également se faire par le biais de produits documentaires (documents créés par le service). Ces produits peuvent être élémentaires ou élaborés (type revue de presse, bulletin documentaire), interactifs (foires aux questions, blogs...), et apportent une valeur ajoutée en ce qu'ils traitent et ordonnent l'information qu'ils transmettent aux utilisateurs[7].

Néanmoins, ces différentes opérations sont coûteuses en temps et en ressources et nécessitent des structures adaptées. C’est donc généralement au sein de services organisés que s’effectue le travail documentaire. 
Les dénominations sont nombreuses pour qualifier un service de documentation : centre ou service de documentation, de ressources documentaires, de traitement des données … Cependant, les objectifs de ces institutions sont généralement les mêmes : acquérir, rassembler, traiter, organiser l’information sur tout support, rendre l’information accessible, délivrer une information d’actualité, pertinente, fiable et de qualité.
Si leur taille peut varier suivant les entreprises ou organisations au sein desquelles ils existent, les services d’information-documentation n’en restent pas moins des services stratégiques car l’information (économique, politique, commerciale, technologique…) est une ressource vitale pour les entreprises, ce qui amène beaucoup d’entre elles à intégrer à leur service de documentation une fonction de veille.

## Documentation et droit
L’information que traite la documentation est soumise à toutes sortes de lois qui viennent façonner les pratiques des professionnels de l’information.
En effet, de nombreux textes juridiques sont applicables à la documentation : la loi Informatique et libertés (qui touche un documentaliste dans sa relation avec l'usager), la loi sur l’accès aux documents administratifs, les lois régissant la propriété intellectuelle (droit d’auteur, droit de reproduction, droit à l’image), le dépôt légal et versement aux archives…
Sans oublier qu’Internet et les banques de données utilisés par ces professionnels sont également soumis aux dispositions légales nationales et internationales.
Ainsi, les produits documentaires créés par un service de documentation doivent respecter l’ensemble de ces lois. 
Par exemple, un panorama de presse se définit comme « l’ensemble des représentations ou reproductions, dans leur intégralité ou non, d’articles parus dans différentes publications de presse consacrées à un ou plusieurs thèmes, réalisées selon une périodicité déterminée et mises à disposition pendant une durée limitée ». Il est donc soumis au droit de reproduction et il faut donc obtenir un contrat d’autorisation du Centre français d'exploitation du droit de copie (CFC) et acquitter les droits d’auteur pour pouvoir avoir légalement le droit d’en produire un.
Ce qui entraîne assez souvent un casse-tête juridique et financier pour les responsables des services de documentation.
En effet, les documentalistes et professionnels de l'information et de la documentation doivent rester vigilants car leur responsabilité professionnelle peut être mise en cause, en particulier dans le cas d'une tarification des services documentaires (l'usager attend un service de qualité pour le prix payé).
Afin de prévenir toute erreur (diffusion d'une information fausse par exemple), il est nécessaire pour les professionnels de se tenir informés de l'état du droit, d'effectuer des contrôles qualité et de définir des priorités par rapport aux services et aux utilisateurs.